# Byron (hrabstwo Fond du Lac)
Byron – miasto w Stanach Zjednoczonych, w stanie Wisconsin, w hrabstwie Fond du Lac.